# Jadamwola
Jadamwola is een plaats in het Poolse district Limanowski, woiwodschap Klein-Polen. De plaats maakt deel uit van de gemeente Łukowica en telt 500 inwoners.